# Clément Saunier
Pour les articles homonymes, voir Saunier.
 (juillet 2020).
Si vous disposez d'ouvrages ou d'articles de référence ou si vous connaissez des sites web de qualité traitant du thème abordé ici, merci de compléter l'article en donnant les références utiles à sa vérifiabilité et en les liant à la section « Notes et références ».
Clément Saunier, né à La Rochelle (Charente-Maritime), est un trompettiste français.

## Biographie
Né à La Rochelle, Clément Saunier commence la trompette à l'École de musique municipale de Surgères avec Christian Méchin.
De 13 ans à 16 ans il est l'élève de Pierre Gillet, Gérard Boulanger et Pierre Thibaud.
À 16 ans, il intègre le Conservatoire national supérieur de musique de Paris où il obtient ses 1er prix de trompette (classe de Clément Garrec et Pierre Gillet) et musique de chambre (classe de Jens MacManama) à l'unanimité avec les félicitations du jury. Il poursuit également un cycle de perfectionnement au CNSMDP.
Clément Saunier est trompette solo de l'Ensemble intercontemporain depuis 2013 et collabore avec les grands compositeurs et chefs d'orchestre de notre temps comme Matthias Pintscher, Péter Eötvös, Simon Rattle, Pablo Heras-Casado, Yan Maresz, Martin Matalon, Pascal Dusapin... Il s'est notamment produit en soliste à la Philharmonie de Paris dans Metallics et Metal Extensions de  Yan Maresz, la Sequenza X de Luciano Berio, le Non-Concerto de Richard Ayres et le Requiem de Hans Werner Henze, au Festspiele de Berlin, à Hambourg, à la Cité de la musique de Paris et à la Philharmonie de Cologne dans le cycle Sonic Eclipse de Matthias Pintscher ou encore à la Philharmonie de Berlin dans Chute d'étoile avec l'Orchestre de la radio de Berlin. 
Ses prestations aux concours internationaux d'interprétation sont récompensées par des prix prestigieux à Porcia (Italie 2002), au festival du Printemps de Prague (2003), à Jeju (Corée du Sud 2004), Théo Charlier (Bruxelles 2005), Maurice André (Paris 2003 et 2006) et Tchaïkovski (Moscou 2011). Il est également distingué au « All England Masters International Brass Band Championships » de Cambridge (Angleterre 2008) où il reçoit le prix du meilleur soliste pour sa prestation avec Aeolus Brass Band. Il s'illustre également avec le quintette Trombamania lors des concours internationaux de musique de chambre à Guebwiller (2003), à Passau (Allemagne 2004), et Illzach (2005).
Concertiste international, Clément Saunier donne de nombreux concerts et récitals sur les scènes françaises et internationales (en Italie, au Japon, en Corée du Sud, en Slovaquie, à Taiwan, en Ukraine, en Colombie, en Russie, aux USA, en Belgique, Allemagne...).
En 1998, il fonde l'Académie de Cuivres et Percussions de Surgères qu'il coordonne et qui accueille désormais chaque été 150 participants encadrés par une équipe pédagogique internationale.
Sa discographie comprend plusieurs enregistrements dont une version du second concerto pour trompette d'André Jolivet (2005) enregistrée avec l'orchestre des Gardiens de la paix de Paris dirigée par Philippe Ferro ainsi qu'un enregistrement du concerto d’Ida Gotkovsky (2009). Ses enregistrements avec Trombamania et Aeolus Brass Band ont également reçu un accueil enthousiaste du public.
En 2008, il collabore avec le label « Cristal Records » pour enregistrer une collection de DVD-ROM pédagogiques rassemblant en 3 volumes 250 œuvres de référence du répertoire pour trompette et piano à l'intention de trompettistes de tous niveaux.
Entre 2007 et 2009, il enregistre un disque solo avec de prestigieuses formations à travers l'Europe dont l'English Chamber Orchestra et l'Amici Musicae de Leipzig. Ce CD comprend l'enregistrement du concerto d'Henri Tomasi pour trompette et orchestre.
Le disque Tournoiement des songes (2013) comprend une création d'Anthony Girard, l'enregistrement du concerto pour trompette de Lalo Schifrin, une nouvelle version du 1er concerto de Charles Chaynes pour trompette et orchestre d'anches, ainsi que l'enregistrement du Concerto en cinq mouvements de Roger Boutry.
Le disque Directions (2017) comprend des œuvres modernes pour trompette seule de Hans Werner Henze, Toru Takemitsu, Giacinto Scelsi, Ivan Fedele, Peter Maxwell Davies, Matthias Pintscher.
De 2003 à 2014, il est cornet solo principal du Brass Band Aeolus à Paris avec lequel il effectue plusieurs enregistrements et tournées.
En 2009, il fonde le Paris Brass Quintet dont le disque Les cuivres sur le toit sort en 2019.
En 2015, il est nommé au conservatoire à rayonnement régional de Paris et au Pôle supérieur d'enseignement artistique Paris Boulogne-Billancourt. Depuis 2015, il enseigne également au Center for Advanced Musical Studies de Chosen Vale à Enfield (New Hampshire) aux côtés de grands solistes et pédagogues de la trompette (Edward Carroll, Håkan Hardenberger, Marco Blaauw, Gabriele Cassone, Thomas Stevens, Stephen Burns, Markus Stockhausen, Tom Hooten, Pacho Flores). De 2013 à 2017, il enseigne à l'Académie d'orchestre de Lucerne en Suisse.
Il est directeur artistique et programmateur du festival international Le Son des cuivres de Mamers (72) depuis 2013 et du Surgères Brass Festival (17) depuis 2016.